# 대한민국 형사소송법 제145조
대한민국 형사소송법 제145조는 준용규정에 대한 형사소송법의 조문이다.

## 조문
제145조(준용규정) 제110조, 제119조 내지 제123조, 제127조와 제136조의 규정은 검증에 관하여 준용한다.

第145條(準用規定) 第110條, 第119條 乃至 第123條, 第127條와 第136條의 規定은 檢證에 關하여 準用한다.

## 참고 문헌
- 손동권 신이철, 새로운 형사소송법(초판, 2013), 세창, 2013. ISBN 9788984114081